# Schistomeringos rudolphii
Schistomeringos rudolphii är en ringmaskart som först beskrevs av Delle Chiaje 1828.  I den svenska databasen Dyntaxa används istället namnet Schistomeringos rudolphi. Schistomeringos rudolphii ingår i släktet Schistomeringos och familjen Dorvilleidae. Arten har ej påträffats i Sverige. Inga underarter finns listade i Catalogue of Life.